# جرالد کلارک
جرالد کلارک (به انگلیسی: Gerald Clarke) (زاده ۲۱ ژوئن ۱۹۳۷) نویسندهٔ آمریکایی است که بیشتر به‌خاطر نوشتن کتاب زندگی‌نامهٔ نویسندهٔ معروف آمریکایی، ترومن کاپوتی شهرت یافته است. او همچنین کتابی دربارهٔ زندگی جودی گارلند نوشته است.